# Kopet-Dag
Kopet-Dag (perz. کپه‌داغ, turkm. Köpetdag), planinski lanac koji se proteže sjeveroistočnim Iranom i jugozapadnim Turkmenistanom. Gorje se nalazi u povijesnoj regiji Horasanu i dijeli Iransku visoravan od pustinje Karakum na sjeveru.
Gorje je nastalo sudarom iranske (ogranak arapske) litosferne ploče s euroazijskom, pa se u tektonskom smislu može smatrati istočnim nastavkom masivnijeg Alborza. Proteže se u smjeru sjeverozapad-jugoistok zajedno s usporednom iranskom planinom Binalud, čineći pritom dolinu kroz koju se protežu rijeke Sumbar i Atrak (kaspijski slijev) odnosno Kašaf (endoreični slijev).
Najveći gradovi podno Kopet-Daga s južne (iranske) strane su Bodžnurd, Širvan, Dargaz, Kučan i Mašhad, a sa sjeverne (turkmenistanske) Kizil-Arvat, Ašgabat, Babadurmaz i Dušak. Na sjevernoj strani također se nalaze i ruševine drevnog iranskog grada Nise koja je u 3. stoljeću pr. Kr. postala prvom prijestolnicom Partskog Carstva. U dolinama Kopet-Daga pronađeni su brojni kanati, drevni sustavi za navodnjavanje.
Kopet-Dag dužinom od oko 650 km čini prirodnu državnu granicu između Irana i Turkmenistana. Najviši vrh s turkmenistanske strane visok je 2940 m i nalazi se jugozapadno od Ašgabata, a s iranske sjeverno od Mašhada (3191 m).